# 盛祖杭
盛祖杭，上海交通大学教授，中华人民共和国长江学者，主要从事神经递质释放的分子机制及调节等方面的研究。

## 生平
盛祖杭先后毕业于第二医科大学、宾夕法尼亚大学医学院分子生物化学和神经科学专业，2001年被第二医科大学聘为长江讲座教授。